# Believe in Me (utwór muzyczny Bonnie Tyler)
Believe in Me – utwór brytyjskiej piosenkarki Bonnie Tyler, wydany w formie singla w 2013 i umieszczony na szesnastym albumie studyjnym artystki pt. Rocks and Honey (2013). Piosenkę napisali Desmond Child, Lauren Christy i Christopher Braide
W 2013 utwór reprezentował Wielką Brytanię podczas 58. Konkursu Piosenki Eurowizji. 16 maja został zaprezentowany przez Tyler w finale konkursu i zajął 19. miejsce.

## Nagranie
W nagraniu singla udział wzięli:
- Bonnie Tyler – wokal prowadzący
- David Huff – producent, instrumenty perkusyjne, programowanie
- Chad Cromwell – perkusja
- Jimmy Lee Solas – gitara basowa
- Ilya Toshinsky – gitara akustyczna, mandolina, banjo
- Jerry McPherson, Tom Bukavak, Kenny Greenburg – gitara elektryczna
- Mike Rojas – fortepian, syntezator
- Larry Hall – instrumenty smyczkowe
- Jodi Marr – wokal wspierający
- Justin Nie Bank – miksowanie

## Lista utworów
CD Single
1. „Believe in Me” – 3:01
2. „Believe in Me” – 3:57
3. „Stubborn” – 3:46

## Notowania na listach przebojów
| Kraj            | Lista (2013)         | Najwyższe miejsce |
| --------------- | -------------------- | ----------------- |
| Wielka Brytania | Top 50 Indie Singles | 10                |
| Wielka Brytania | Top 100 Singles      | 93                |